# Adriana Rizzo
Anna Jade Keefer (St. Michael Albertville, 26 de dezembro de 1998) é uma lutadora profissional americana. Ela trabalha atualmente para a WWE, onde atua na marca NXT sob o nome de ringue Adriana Rizzo e é membro do grupo The D'Angelo Family.

## Início de vida
Keefer estudou na Universidade da Carolina do Norte, onde se formou em produções midiáticas e estudos interdisciplinares. Ela também competiu na equipe de atletismo da UNC, sendo cinco vezes All-American da NCAA.

## Carreira na luta livre profissional
Em 10 de novembro de 2022, Keefer foi anunciada como nova contratada da WWE, fazendo parte da turma de novatos do WWE Performance Center no outono de 2022. Ela fez sua estreia no ringue no evento ao vivo do NXT em 28 de outubro de 2022, participando de uma battle royal para determinar a desafiante número um pelo Campeonato Feminino do NXT, vencida por Thea Hail. Após ficar afastada por quase um ano devido a uma ruptura no tendão de Aquiles, ela retornou ao ringue no evento ao vivo do NXT em 27 de outubro de 2023, participando de uma Halloween Costume Rumble, que foi vencida por Karmen Petrovic.
Em novembro, Keefer começou a aparecer ao lado de Tony D'Angelo e Channing "Stacks" Lorenzo como membro da The D'Angelo Family, um grupo de mafiosos italo-americanos. Ela foi posteriormente designada com o nome de ringue Adriana Rizzo e fez sua estreia televisionada no ringue em uma battle royal para determinar a desafiante número um pelo Campeonato Feminino do NXT, vencida por Roxanne Perez. A D'Angelo Family entrou em conflito com SCRYPTS, Bronco Nima, Lucien Price e Jaida Parker do OTM (Out The Mud), resultando em uma luta de trios no NXT Vengeance Day, que a D'Angelo Family venceu. No episódio de 13 de fevereiro do NXT, Rizzo foi derrotada por Parker em sua primeira luta individual televisionada, encerrando a rivalidade. Na edição de 20 de agosto do NXT, Rizzo participou de uma luta gauntlet feminina de seis lutadoras para determinar a desafiante número um pelo Campeonato Feminino do NXT de Roxanne Perez no No Mercy, onde foi eliminada por Sol Ruca.